# Јосип Шолар
Јосип Шолар (Љубљана, 1902 — Љубљана 1957) је бивши југословенски репрезентативац у друмском бициклизму. По занимању је био обућар.
Био је члан Колесарског клуба Илирија из Љубљане. бициклизмом се почео бавити 1919. Победник је велике бициклистичке трке Љубљана—Великовац 1920, одржане пре референдума о припајању Корушке Аустрији.
Био је првак Југославије у друмском бициклизму 1925. на стази Љубљана—Загреб (145 км).
Учествоваио је на 9. Летњим олимпијским играма 1928. у Амстердаму у друмској бициклистичкој трци где је у појединачној трци (168 км) резултатом 5:25:37 освојио 37 место од 75 учесника као најбоље пласирани Југословен. Екипа у којој су поред њега (37) били Стјепан Љубић (48), Јосип Шкрабл (53) и Антун Банек (60) (за екипу бодована само три најбоља) заузела је 12 место од 15 екипа резултатом 16:47,53 часа. 	